# ماوروثالاسا (سيرري)
ماوروثالاسا (Μαυροθάλασσα) هي مدينة في سيرري في مقاطعة فوريا إلادا في اليونان.